# دانشگاه تبریز
دانشگاه تبریز از دانشگاه‌های دولتی مادر و جامع ایران وابسته به وزارت علوم، تحقیقات و فناوری است که در شهر تبریز واقع می‌باشد. این دانشگاه شامل ۲۲ دانشکده و در کل دارای ۲۹ قطب علمی و مجتمع آموزشی است. در رتبه‌بندی دانشگاه‌های ایران توسط وزارت علوم، دانشگاه تبریز، در جایگاه ۱–۵ دانشگاه‌های مادر قرار گرفت و توانست رتبهٔ چهارم دانشگاه‌های ایران را از آن خود کند و همچنین در سطح‌بندی دانشگاه‌های ایران، دانشگاه تبریز توانست سطح کیفی A را به‌دست آورد.

## بزرگ‌ترین دانشگاه غرب و شمال‌غرب ایران
دانشگاه تبریز که در سال ۱۳۲۴ هجری خورشیدی تأسیس گردید؛ با توجه به معیارهای بین‌المللی: ۱- آموزش (محیط یادگیری) ۲- محیط پژوهش ۳- کیفیت پژوهش ۴- چشم‌انداز بین‌المللی ۵- درآمد صنعتی ۶- استنادات ۷- وجههٔ بین‌المللی جزو بزرگ‌ترین دانشگاه‌های مادر کشور و در عین‌حال قدیمی‌ترین، جامع‌ترین و بزرگ‌ترین دانشگاه غرب و شمال غرب ایران است.

## تراز علمی دانشگاه تبریز
با استناد به کلّیهٔ سوابق علمی، کیفیت و نظام آموزشی دانشگاه و تعداد هیئت علمی، دانشگاه تبریز توسط وزارت علوم، تحقیقات و فناوری، در ردهٔ دانشگاه‌های تراز اول ایران قرار گرفت.

## تعداد دانشکده‌ها
دانشگاه تبریز، پس از دانشگاه تهران، با داشتن ۲۰ دانشکده، بیشترین تعداد دانشکده و گروه‌های آموزشی را میان دانشگاه‌های ایران دارد که این دانشگاه را در زمرهٔ دانشگاه‌های مادر و جامع ایران قرار می‌دهد.

## پیشینه و قدمت

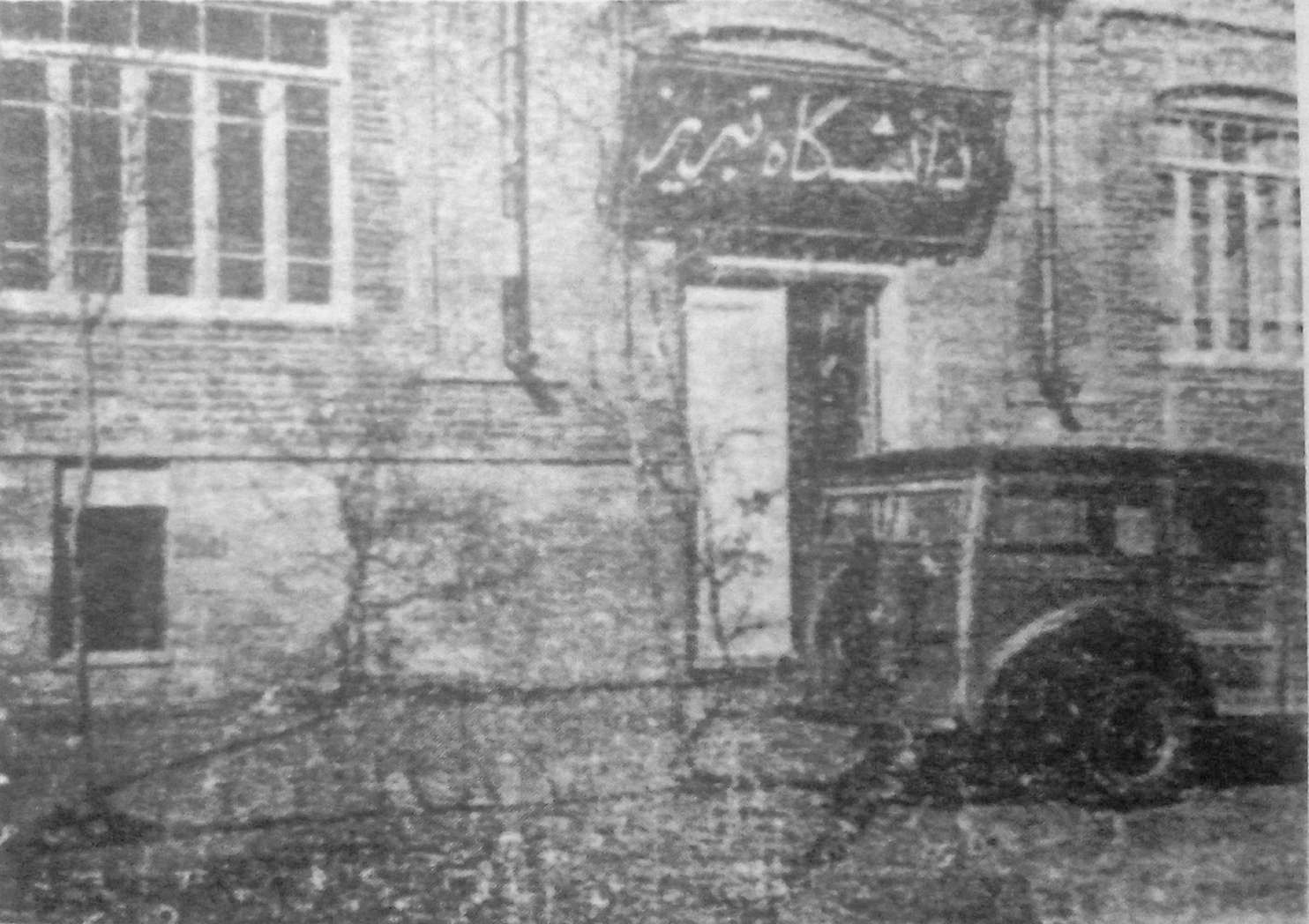
دانشگاه تبریز، دانشکده پزشکی، سال ۱۳۲۶، خیابان طالقانی تبریز.

تاریخچه آموزش عالی در تبریز که قرن‌ها به مهد تمدن، شهرت داشت به ۷۲۰ سال پیش برمی‌گردد که به نام مجموعه بین‌المللی ربع رشیدی تأسیس شده بود. با به ارث بردن این پیشینه، دانشگاه تبریز در سال ۱۹۴۷ میلادی تأسیس شد، که دومین دانشگاه قدیمی ایران است. دانشگاه امروزی تبریز برآمده از دانشسرای تبریز است. در بخش مرکزی تبریز در نزدیکی کاخ استانداری و کتابخانه ملی تربیت و شمال شرقی میدانی به همین نام (میدان دانشسرا)، محلی است که دانشسرای تبریز در آن قرار گرفته است. در اسفندماه سال ۱۳۱۲ خورشیدی که قانون تربیت معلم تصویب شد، اولین کلاس‌های دانشسرای مقدماتی در ساختمان جنوبی این بنا که آن زمان دبیرستان شاهدخت نام داشت، برگزار می‌شدند. سال ۱۳۱۴ بود که برای بنیاد دانشسرای عالی تبریز اراده جدی در وزارت فرهنگ به وجود آمده و در اولین اقدام، بخش عمده ای از زمین‌های سربازخانه از سوی شهرداری به این وزارتخانه در تبریز واگذارشد. با کمک‌های مردم تبریز و بودجه دولتی، در اردیبهشت سال ۱۳۱۵، با کمک فنی مهندسان آلمانی و به همت معماران ایرانی، عملیات ساخت بنا و احداث دانشسرای عالی تبریز شروع شد و بنا با تمام امکانات موجود در سال ۱۳۱۸ به اتمام رسید. بعدها در سال ۱۳۲۴، یک سال پس از خاتمهٔ جنگ جهانی دوم، در زمان حکومت خودمختار آذربایجان در تاریخ خردادماه ۱۳۲۵ در مدخل شرقی آن زمان تبریز، بر روی سر در دانشسرا، نام «آذربایجان ملی اونیورسیته‌سی» (دانشگاه ملی آذربایجان) نوشته شد و ریاست آن را دکتر نصرت‌الله جهانشاهلو افشار کرسفی بر عهده داشت. در آن سال، تعداد ۱۷۹ دانشجو در رشته‌های طب، فلاحت، پداگوژی، فلسفه و ادبیات به تحصیل مشغول شدند.

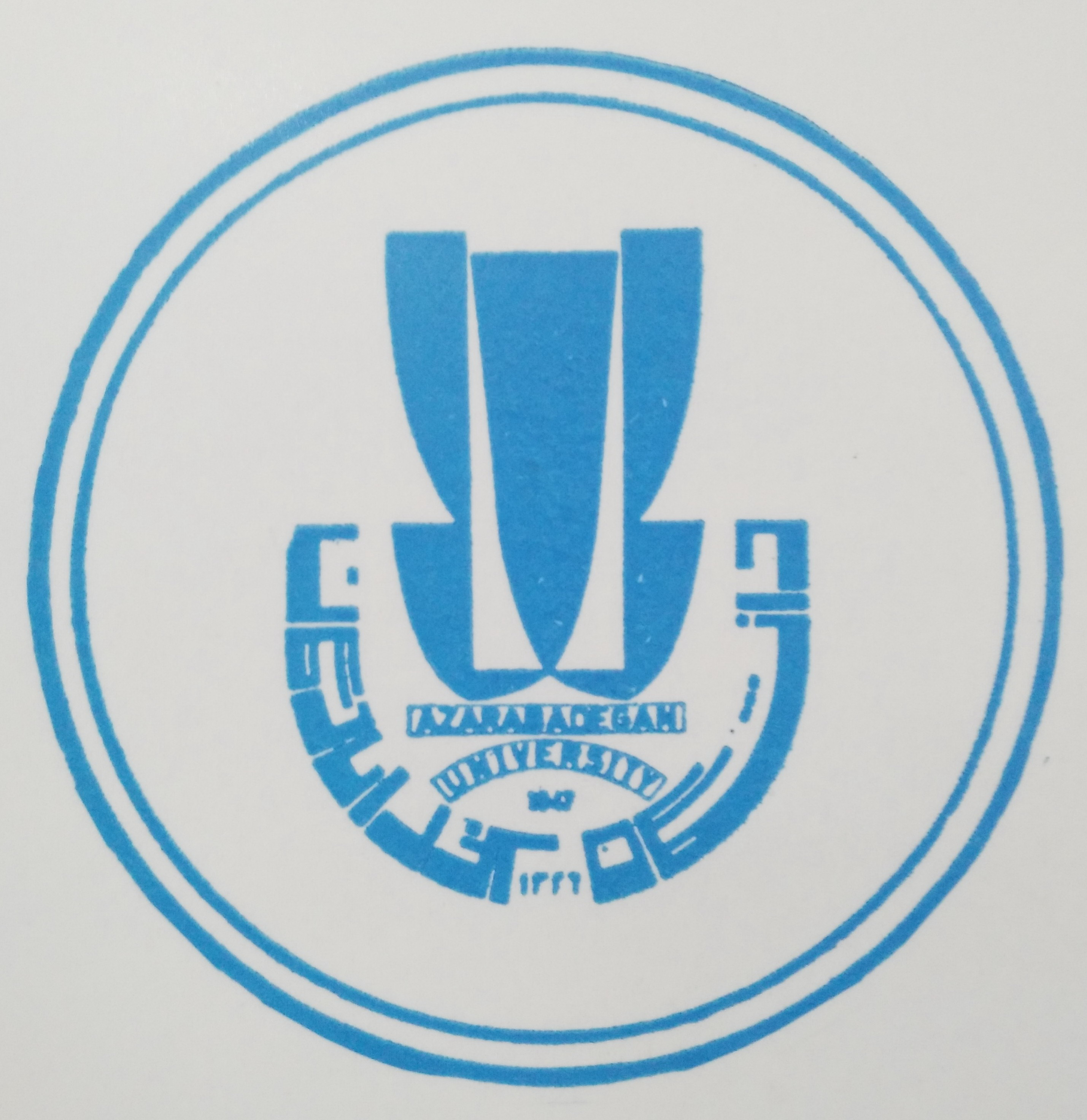
آرم دانشگاه آذرآبادگان

پس از حمله ارتش به فرقه دموکرات آذربایجان، مؤسسهٔ تازه‌تأسیس اونیورسیته منحل شد. در دی‌ماه همان سال از سوی دانشگاه تهران دو تن از استادان به نام‌های «مصطفی حبیبی» و «خان‌بابا بیانی» مأموریت یافتند تا جهت گسترش امکانات برای راه اندازی مجدد دانشگاه تبریز اقدام نمایند. این دانشگاه با پذیرش ۱۶۰ دانشجو در دو دانشکدهٔ پزشکی و ادبیات، تحت ریاست دکتر بیانی، مجددا در ۲۲ آبان ۱۳۲۶ به‌طور رسمی فعالیت آموزشی خود را آغاز نمود. مراسم گشایش دانشگاه که به‌عنوان یک واقعهٔ منحصربه‌فرد و بزرگ در تاریخ معاصر تبریز قلمداد می‌شود، به‌طور زنده از رادیوی محلی پخش شد. با گذشت زمان دانشکده‌ها، آزمایشگاه‌ها، کارگاه‌ها و آموزشکده‌های آن به‌تدریج تأسیس شدند. پس از انقلاب این دانشگاه به دو قسمت «دانشگاه تبریز» و «دانشگاه علوم پزشکی تبریز» تقسیم گردید.
در سال ۱۳۴۶، دانشگاه تبریز که بعدها «دانشگاه آذرآبادگان» نامیده شد، در مکان کنونی بنا گردید. پیش از آن، زمین فعلی دانشگاه، باغ بزرگی متعلق به دکتر موسوی و دکتر علم‌الهدی بود. ملک هر کدام از این مالکان، با دیوار کوتاهی در وسط از همدیگر تفکیک می‌شد. در ضلع شمالی این دو قطعه باغ، قهوه‌خانه‌ای سنتی در کنار چشمه زبیده خاتون به نام «قهوه‌خانه چمن گلی» واقع شده بود. بعد از این باغ‌ها، باغ پیکریه و در طرف شمال جاده هم باغ حاج محمدعلی حیدرزاده قرار داشت. در باغ پیکریه، امروز در بلوار ۲۹ بهمن، توت باغی و بیمارستان ۲۹ بهمن ساخته شده بود و در محل ادارهٔ آبیاری امروزی و سازمان صدا و سیما نیز مصلای شهر واقع بود در مواقع خشکسالی در آنجا نماز استسقا برای طلب باران ادا می‌شد.
دانشگاه تبریز در حال حاضر با بیش از ۲۴٬۰۰۰ نفر دانشجو و حدود ۸۰۰ نفر هیئت علمی، ۲۰۰ آزمایشگاه تخصصی و عمومی، موزهٔ تاریخ و فرهنگ، موزهٔ جانورشناسی، موزهٔ زمین‌شناسی، مرکز پردازش تصاویر ماهوارهای و مراکز و مؤسسه‌های تحقیقاتی و پژوهشی، محیط آموزشی و دانشگاهی بزرگی را در سطح کشور فراهم آورده است.

### نام‌گذاری
روند نام‌گذاری دانشگاه تبریز به این ترتیب می‌باشد که: در سال ۱۳۲۶ (سال تأسیس دانشگاه) نام «دانشگاه ملی آذربایجان» برای این دانشگاه انتخاب شد. نام دانشگاه پس از چند سال به «دانشگاه آذرآبادگان» تغییر یافت. پس از انقلاب در سال ۱۳۵۷ نام دانشگاه به «دانشگاه تبریز» تغییر یافت. پس از مدتی «دانشگاه علوم پزشکی تبریز» از آن جدا گردید.

## رؤسا
اسامی رؤسای دانشگاه تبریز از ابتدا تا کنون به شرح زیر است:
| ردیف | زمان      | نام رئیس                 | محل اخذ دکترا          | رشته               |
| ---- | --------- | ------------------------ | ---------------------- | ------------------ |
| ۱    | ۱۳۲۹–۱۳۲۶ | خانبابا بیانی            | دانشگاه سوربن          | ادبیات             |
| ۲    | ۱۳۳۱–۱۳۲۹ | منوچهر اقبال             | آکادمی ملی پزشکی       | پزشکی              |
| ۳    | ۱۳۳۱–۱۳۳۱ | سید محمد سجادی           | آکادمی ملی پزشکی       | حقوق               |
| ۴    | ۱۳۳۲–۱۳۳۱ | محسن هشترودی             | دانشگاه سوربن          | ریاضیات            |
| ۵    | ۱۳۳۲–۱۳۳۲ | ناصر قلی اردلان          |                        |                    |
| ۶    | ۱۳۳۵–۱۳۳۲ | محمد شفیع امین           |                        | پزشکی              |
| ۷    | ۱۳۳۶–۱۳۳۵ | عباسقلی گلشائیان         |                        |                    |
| ۸    | ۱۳۴۳–۱۳۳۶ | غلامعلی بازرگان دیلمقانی |                        | علوم               |
| ۹    | ۱۳۴۶–۱۳۴۳ | محمدعلی صفاری            |                        |                    |
| ۱۰   | ۱۳۴۶–۱۳۴۶ | تقی سرلک                 |                        |                    |
| ۱۱   | ۱۳۴۷–۱۳۴۶ | هوشنگ منتصری             | دانشگاه استراسبورگ     | ریاضیات            |
| ۱۲   | ۱۳۵۲–۱۳۴۷ | منوچهر تسلیمی            | فرانسه                 | تاریخ و فلسفه علوم |
| ۱۳   | ۱۳۵۲–۱۳۵۲ | علی اکبر حسن علی‌زاده     |                        | پزشکی              |
| ۱۴   | ۱۳۵۵–۱۳۵۲ | حمید زاهدی               |                        | حقوق               |
| ۱۵   | ۱۳۵۷–۱۳۵۵ | محمد علی فقیه            |                        | ادبیات             |
| ۱۶   | ۱۳۵۸–۱۳۵۷ | منوچهر مرتضوی            | دانشگاه تهران          | ادبیات             |
| ۱۷   | ۱۳۵۸–۱۳۵۷ | قباد فتحی                |                        | پزشکی              |
| ۱۸   |           | حبیب‌الله مجیر مولوی      |                        |                    |
| ۱۹   | ۱۳۵۸–۱۳۵۸ | ابوالفتح ثقةالاسلامی     |                        | پزشکی              |
| ۲۰   | ۱۳۵۹–۱۳۵۸ | حسن باروقی               | دانشگاه سوربن          | کشاورزی            |
| ۲۱   | ۱۳۶۲–۱۳۵۹ | حسین صادقی شجاع          |                        | پزشکی              |
| ۲۲   | ۱۳۶۵–۱۳۶۲ | حسین سیفلو               | دانشگاه استرلینگ       | ریاضیات            |
| ۲۳   | ۱۳۷۰–۱۳۶۵ | مهدی گلابی               | دانشگاه تبریز          | داروسازی           |
| ۲۴   | ۱۳۸۱–۱۳۷۰ | محمدعلی حسین پورفیضی     | دانشگاه کاردیف         | رادیوبیولوژی       |
| ۲۵   | ۱۳۸۴–۱۳۸۱ | محمدرضا پورمحمدی         | دانشگاه کاردیف         | برنامه‌ریزی شهری    |
| ۲۶   | ۱۳۸۷–۱۳۸۴ | محمدحسین سرورالدین       |                        | شیمی تجزیه         |
| ۲۷   | ۱۳۹۱–۱۳۸۷ | محمدتقی علوی             | دانشگاه تهران          | حقوق خصوصی         |
| ۲۸   | ۱۳۹۲–۱۳۹۱ | پرویز آژیده              | دانشگاه علامه طباطبایی | زبان انگلیسی       |
| ۲۹   | ۱۳۹۲–۱۳۹۷ | محمدرضا پورمحمدی         | دانشگاه کاردیف         | برنامه‌ریزی شهری    |
| ۳۰   | ۱۳۹۷–۱۴۰۰ | میررضا مجیدی             | دانشگاه ولونگونگ       | شیمی تجزیه         |
| ۳۱   | ۱۴۰۳-۱۴۰۰ | صفر نصراله زاده          | دانشگاه تبریز          |                    |

## هیئت علمی
دانشگاه تبریز دارای ۸۱۹ عضو هیئت علمی و ۸۰۰ کارمند (عضو غیر هیئت علمی) می‌باشد.

## دانش آموختگان
- دانش آموختگان سرشناس دانشگاه تبریز

## محوطه دانشگاه

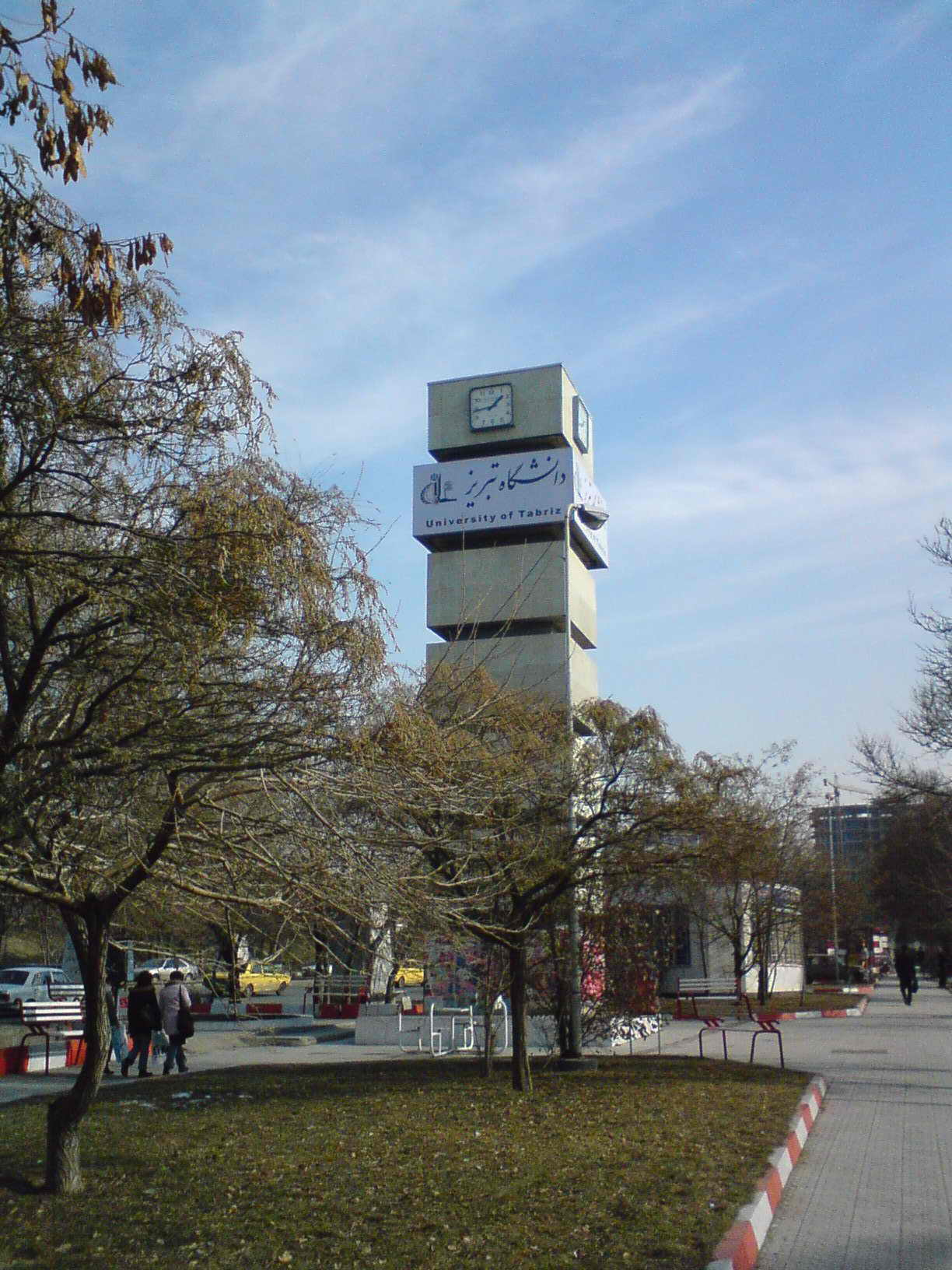
برج ساعت دانشگاه

### توسعه دانشگاه
در سال ۱۳۲۸ محوطهٔ این دانشگاه در منطقه‌ای یک‌پارچه، با سطحی معادل ۲۷۵ هکتار را بود. دانشگاه تبریز در ناحیهٔ شرقی شهر تبریز با چشم‌انداز زیبای کوه‌های شمالی شهر قرار گرفته است. بخشی از محوطه شمالی پردیس اصلی دانشگاه، منطقهٔ سرسبزی می‌باشد که به عنوان باغ گیاه‌شناسی مورد استفاده است. در جنوب فضای مورد نیاز برای توسعهٔ آتی دانشگاه پیش‌بینی شده است و ساختمان کتابخانه مرکزی در این محوطه به بهره‌برداری رسیده است.
قسمت‌های جنوبی و شمالی پردیس اصلی دانشگاه، با احداث کمربندی میانی تبریز به دو قسمت تقسیم شد که توسط یک پل روگذر به همدیگر ارتباط دارند. در حال حاضر، کل مساحت تخصیص‌داده‌شده برای ساختمان‌ها و فضاهای آموزشی دانشگاه در حدود ۳۲۳٬۸۹۵ متر مربع می‌باشد. همچنین پردیس خلعت پوشان دانشگاه تبریز در حدفاصل شهرک یاغچیان تا سه‌راهی شهرک خاوران در امتداد جاده باسمنج قرار داشته و محل دانشکده‌های دامپزشکی و کشاورزی و نیز دامپروری می‌باشد. برج تاریخی خلعت پوشان نیز که قدمت آن به دوره قاجار می‌رسد در داخل این محوطه قرار دارد.

### زمین‌های تحت مالکیت دانشگاه
دکتر میررضا مجیدی رئیس سابق دانشگاه تبریز در سال ۱۴۰۰ در این باره گفت: ۹۰۰ هکتار اراضی تحت مالکیت دانشگاه تبریز قرار دارد. برای اراضی خلعت پوشان ۵۰ هکتار تغییر کاربری جهت ایجاد پارک علم و فناوری در سال ۱۳۹۷ مصوب شد اما یک سال بعد، ایجاد پارک در دانشگاه‌ها ممنوع اعلام شد. وی ادامه داد: حدود ۲۰ هکتار زمین در شمال کشور در پره‌سر و ۲۰۰ هکتار در اردبیل در مغان به نام دانشگاه وجود دارد.

### دومین دانشگاه بزرگ ایران
به لحاظ وسعت و خاک، دانشگاه تبریز بعد از دانشگاه صنعتی اصفهان دومین دانشگاه بزرگ ایران می‌باشد. وسعت محوطه دانشگاه تبریز حدوداً ۶۰۰ هکتار است.

## پردیس‌ها و دانشکده‌ها

### پردیس‌های دانشگاه تبریز
- پردیس بین‌المللی ارس
- پردیس خودگردان تبریز

### دانشکده‌ها

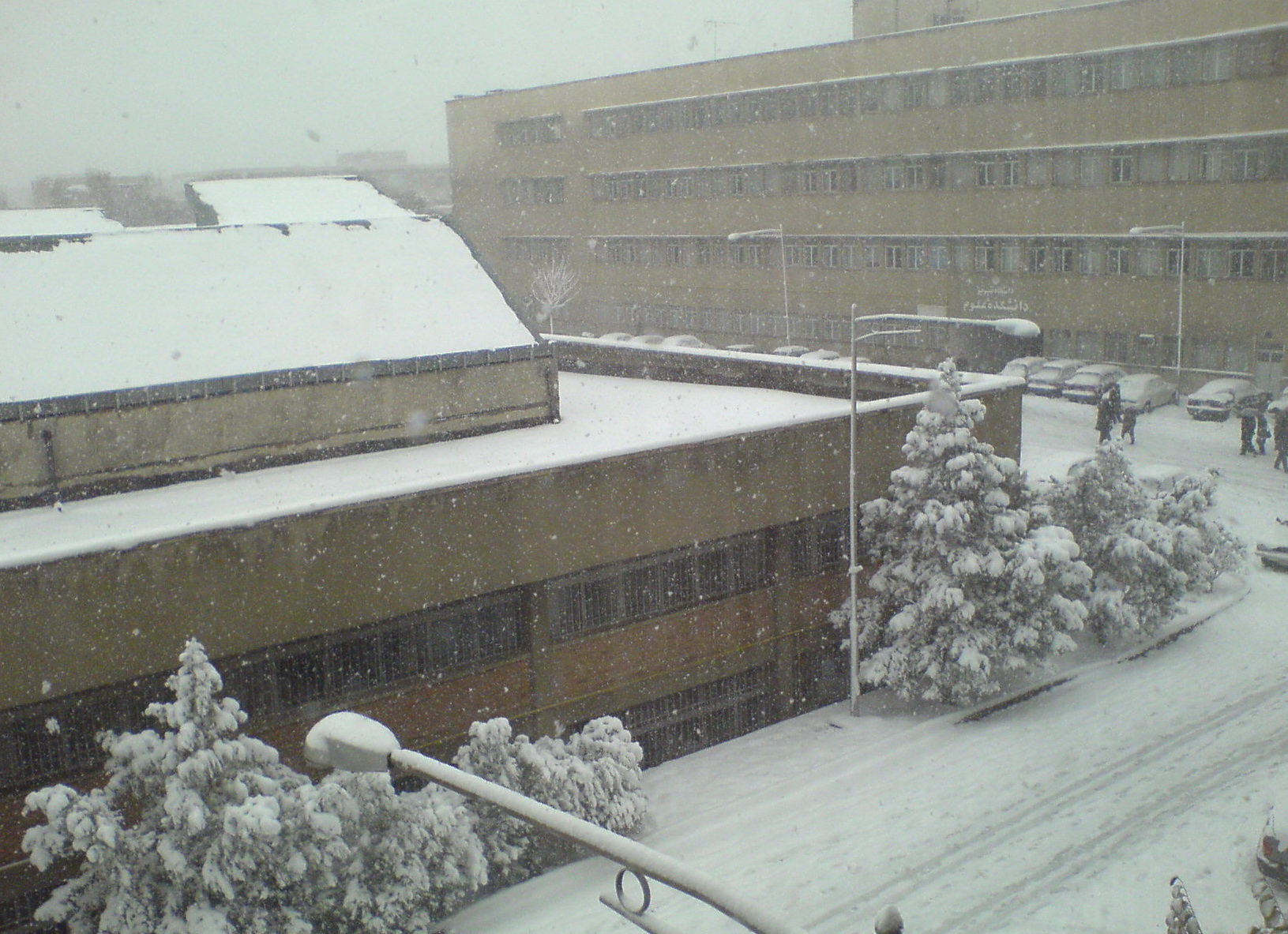
دانشکده علوم دانشگاه تبریز

- دانشکدهٔ ادبیات فارسی و زبان‌های خارجی
- دانشکدهٔ حقوق و علوم اجتماعی
- دانشکدهٔ اقتصاد، مدیریت، بازرگانی و حسابداری
- دانشکدهٔ الهیات و علوم اسلامی
- دانشکدهٔ تربیت بدنی و علوم ورزشی
- دانشکدهٔ برنامه‌ریزی و علوم محیطی
- دانشکدهٔ جغرافیا و برنامه‌ریزی
- دانشکدهٔ دامپزشکی
- دانشکدهٔ ریاضی، آمار و علوم کامپیوتر
- دانشکدهٔ شیمی
- دانشکدهٔ علوم تربیتی و روان‌شناسی[۱۵][۱۶][۱۷][۱۸][۱۹][۲۰][۲۱][۲۲]
- دانشکدهٔ علوم طبیعی
- دانشکده فنی – مهندسی برق و کامپیوتر
- دانشکدهٔ فنی-مهندسی عمران
- دانشکدهٔ فنی – مهندسی فناوری‌های نوین
- دانشکدهٔ فنی – مهندسی مرند
- دانشکدهٔ فنی-مهندسی مکانیک
- دانشکدهٔ فنی مهندسی میانه
- دانشکدهٔ فیزیک
- دانشکدهٔ کشاورزی
- دانشکدهٔ کشاورزی و منابع طبیعی اهر
- دانشکده فنی – مهندسی شیمی و نفت[۲۳]

## مراکز مطالعاتی و پژوهشی
- پژوهشکده محیط زیست
- پژوهشکدهٔ ستاره‌شناسی و فیزیک کاربردی
- گروه پژوهشی جغرافیا
- مؤسسهٔ تاریخ و فرهنگ ایران
- مؤسسهٔ تحقیقات اجتماعی
- مؤسسهٔ تحقیقات علوم اسلامی – انسانی
- مرکز تحقیقات علوم پایهٔ تبریز
- مرکز پژوهشی ریاضیات در صنعت
- مرکز پژوهشی ژئوتوریسم
- مؤسسه مطالعاتی و تحقیقاتی قفقاز، آناتولی و آسیای میانه

## رتبه‌بندی دانشگاه در سطح بین‌الملل و ایران

### رنکینگ جهانی
در رتبه‌بندی مؤسسه تایمز(THE) در سال ۲۰۲۲ دانشگاه تبریز توانست در رتبهٔ ۶۰۱–۸۰۰ دنیا قرار بگیرد این دانشگاه در نظام رتبه‌بندی دانشگاه لایدن(CWTS) در سال ۲۰۲۱ توانست رتبه ۴۸۶ جهان را در معیار مرجعیت علمی کسب کند و رتبهٔ چهارم دانشگاه‌های جامع ایران را به‌دست‌آورد. در رتبه‌بندی (URAP) رتبه ۵۸۹ را در سال ۲۰۲۲ توانست به خود اختصاص دهد. همچنین بر اساس رتبه‌بندی جهانی ISC، این دانشگاه در رتبه ۵۱–۷۵ دانشگاه‌های جهان اسلام قرار گرفت. در رتبه‌بندی یو. اِس. نیوز(U.S.News) در سال ۲۰۲۲ دانشگاه تبریز در ردهٔ هفتم کل دانشگاه‌های ایران قرار گرفت و موفق شد با ۱۴۷ پله صعود نسبت به سال قبل، در جایگاه ۶۸۴ دنیا قرار بگیرد. در سال ۲۰۲۴ در رتبه‌بندی شانگهای(ARWU) رتبهٔ نهم را در میان کل دانشگاه‌های کشور کسب کرد و ردهٔ ۹۰۱-۱۰۰۰ جهان را به خود اختصاص داد. در سال ۲۰۲۱ نظام رتبه‌بندی دانشگاه ملی تایوان(NTU) رتبهٔ ۷۰۱–۷۵۰ را به دانشگاه تبریز داد.

### رتبه‌بندی داخلی
در رتبه‌بندی دانشگاه‌های ایران بر اساس رتبه‌بندی وزارت علوم، دانشگاه تبریز جزو دانشگاه‌های تراز یک ایران (در رتبه ۱–۱۵) قرار گرفت و در بین دانشگاه‌های جامع کشور ردهٔ ۱–۱۰ را کسب کرد.
بر اساس آمار آنلاین بخش علم سنجی و رتبه‌بندی دانشگاه، پایگاه سیویلیکا(CIVILICA) که تعداد مقالات تولید شده در کنفرانس‌های کشور را اعلام می‌نماید، دانشگاه تبریز با داشتن حدوداً ۲۲۹۰۰ مقاله داخلی و ۱۹۶۰۰ مقاله بین‌المللی در رتبه ششم دانشگاه‌های دولتی کشور از نظر تعداد مقالات و ژورنال‌ها و کنفرانس قرار دارد.

### رتبه‌بندی موضوعی
در سال ۲۰۲۵ در رتبه‌بندی موضوعی U.S.News دانشگاه تبریز رتبه‌های زیر را در رشته‌های مختلف کسب کرد.
| موضوع                  | رتبه جهانی |
| ---------------------- | ---------- |
| مهندسی عمران           | ۱۳۱        |
| مهندسی مکانیک          | ۹۰         |
| انرژی و سوخت           | ۱۱۰        |
| مهندسی                 | ۱۴۰        |
| علوم کشاورزی           | ۱۷۲        |
| مهندسی شیمی            | ۱۲۹        |
| مهندسی برق و الکترونیک | ۲۴۲        |
| شیمی                   | ۱۸۸        |
| علم مواد               | ۴۸۶        |
| محیط زیست و اکولوژی    | ۳۱۳        |
| گیاهان و علوم دامی     | ۳۰۷        |
| فیزیک                  | ۷۴۰        |

در رتبه‌بندی تایمز ۲۰۲۵ در علوم و موضوعات مختلف، دانشگاه تبریز رتبه‌های زیر را به‌دست‌آورد.
| موضوع           | رتبه جهانی | رتبه در ایران |
| --------------- | ---------- | ------------- |
| مهندسی و فناوری | ۶۰۱-۸۰۰    | ۹             |
| علوم کامپیوتر   | ۶۰۱-۸۰۰    | ۱۰            |
| زبان شناسی      | ۶۰۱-۸۰۰    | ۵             |
| مهندسی برق      | ۶۰۱-۸۰۰    | ۹             |
| مهندسی عمران    | ۶۰۱-۸۰۰    | ۹             |
| بالینی و بهداشت | ۶۰۱-۸۰۰    | ۱۴            |
| علوم طبیعی      | ۶۰۱-۸۰۰    | ۱۰            |

## رتبه‌بندی دانشگاه تبریز در قارهٔ آسیا در ۲۰۲۱ م
در نظام رتبه‌بندی دانشگاه‌های قارهٔ آسیا توسّط تایمز در سال ۲۰۲۱ میلادی، دانشگاه تبریز، با پیشرفت پنجاه رتبه‌ای نسبت به سال ۲۰۲۰، توانست رتبهٔ ۱۲۱ قارهٔ آسیا را از آن خود کند و در رتبهٔ پنجم دانشگاه‌های مادر ایران قرار گیرد.

## رتبه‌بندی جهانی تایمز ۲۰۲۵
در نظام رتبه‌بندی جهانی دانشگاه‌های ایران توسط رتبه‌بندی تایمز در سال ۲۰۲۵، دانشگاه تبریز، رتبهٔ ۶۰۱–۸۰۰ جهان را از آن خود کرد و در رتبه ۹ام دانشگاه‌های تراز اول ایران قرار گرفت.

## کنفرانس‌ها و همایش‌های دانشگاه تبریز
- فراخوان مقاله همایش ملی مفهوم بدی و اشکال بیان آن در ادبیات بایگانی‌شده  در ۲۲ اکتبر ۲۰۲۰ توسط Wayback Machine
- نهمین سمینار جبرخطی و کاربردهای آن بایگانی‌شده  در ۲۲ اکتبر ۲۰۲۰ توسط Wayback Machine
- گردهمایی بین‌المللی سالانه سیستم‌های ابعاد پایین بایگانی‌شده  در ۲۶ سپتامبر ۲۰۲۰ توسط Wayback Machine

## همکاری‌های بین‌المللی

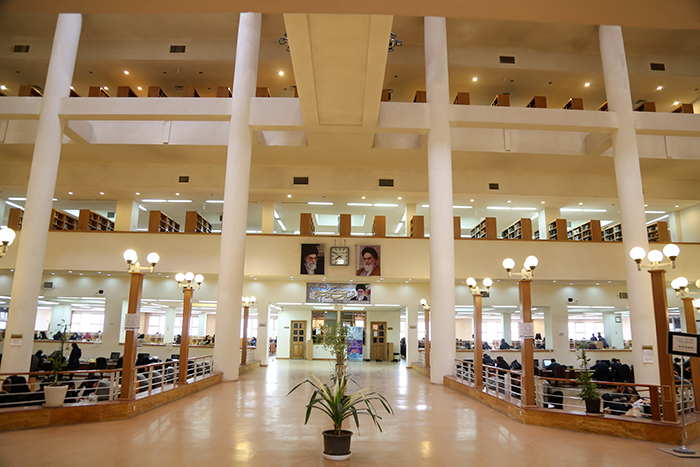
کتابخانه مرکزی دانشگاه تبریز

دانشگاه تبریز نقش فعالی در مجامع بین‌المللی دارد. از جمله عضویت در شورای بین‌المللی دانشگاه‌ها (IUC)، کنسرسیوم دانشگاه‌های جاده ابریشم اوراسیا (ESRUC) و انجمن دانشگاه‌های قفقاز (KUNIB). همچنین دانشگاه تبریز از سال ۱۳۸۷ تا ۱۳۹۱ عضو هیئت مدیره انجمن بین‌المللی دانشگاه‌ها (IAU) بوده و بیش از ۹۰ تفاهم نامه با دانشگاه‌های مختلف جهان برای اجرای برنامه‌های مشترک امضا کرده است.
در سال ۱۳۹۸، دانشگاه تبریز با برگزاری ۸۰ رویداد علمی مجازی رتبه ششم کشور، اجرای ۶۲ طرح مشترک تحقیقاتی با استادان خارجی جایگاه دوم، دریافت بیش از ۷۰۰ هزار دلار اعتبار بین‌المللی رتبه نهم، جذب ۶۸۷ دانشجویان خارجی جایگاه ششم، برگزاری ۲ دوره مشترک آموزشی رتبه سوم، ارایه ۶ فرصت مطالعاتی به محققان پسادکتری و اعضای هیئت علمی خارجی جایگاه سوم، ارائه ۱۰۲۶ مقاله مشترک بر مبنای WOS در سال ۲۰۲۰ رتبه دوم ایران و کسب جایگاه ۱۰۰۰–۹۰۱ دنیا در ارزشیابی بین‌المللی ISC رتبه چهارم کشور را به دست آورده است.

## رشته‌های تحصیلی
| - آمار و کاربردها - ریاضیات و کاربردها - علوم کامپیوتر - علوم و مهندسی آب - فیزیک (هسته‌ای، نظری و اخترفیزیک) - فیزیک مهندسی مهندسی کامپیوتر (نرم‌افزار) - مهندسی مکانیک - مهندسی مکانیک (ساخت و تولید) - مهندسی برق (الکترونیک) - مهندسی برق (قدرت) - مهندسی برق (کنترل) - مهندسی برق (مخابرات) - مهندسی پزشکی - مهندسی شیمی - مهندسی صنایع - مهندسی عمران - مهندسی عمران (نقشه‌برداری) - مهندسی فناوری اطلاعات - مهندسی کامپیوتر (سخت‌افزار) - مهندسی معماری - مهندسی هوافضا (سازه‌های هوایی) - مهندسی مکانیک بیوسیستم - مهندسی مواد (سرامیک) - مهندسی مواد (متالورژی صنعتی) - بهداشت و بازرسی گوشت - دکتری دامپزشکی - انگل‌شناسی دامپزشکی - علوم آزمایشگاهی دامپزشکی - بافت‌شناسی دامپزشکی - بیوشیمی بالینی - فناوری‌های تولیدمثل دامپزشکی - کنترل کیفی مواد غذایی - زمین‌شناسی - زیست‌شناسی (علوم جانوری) - زیست‌شناسی (علوم گیاهی) - زیست‌شناسی (سلولی و مولکولی) - شیمی (محض) - مهندسی فضای سبز - مهندسی کشاورزی – زراعت و اصلاح نباتات (اصلاح نباتات) - مهندسی کشاورزی – زراعت و اصلاح نباتات (زراعت) - مهندسی کشاورزی – علوم باغبانی - مهندسی کشاورزی – علوم خاک - مهندسی کشاورزی – علوم دامی - مهندسی کشاورزی – علوم و صنایع غذایی - مهندسی کشاورزی – گیاه‌پزشکی | - آب‌وهواشناسی - تاریخ - جغرافیا و برنامه‌ریزی شهری - حقوق - زبان و ادبیات فارسی - زبان و ادبیات انگلیسی - زبان و ادبیات فرانسه - ژئومورفولوژی - علوم اجتماعی (پژوهشگری علوم اجتماعی) - علوم اجتماعی (تعاون و رفاه اجتماعی) - علوم تربیتی (آموزش و پرورش پیش‌دبستانی و دبستانی) - علوم تربیتی (تکنولوژی آموزشی) - فلسفه - علوم سیاسی - حسابداری - تربیت‌بدنی و علوم ورزشی - روان‌شناسی (بالینی) - زبان فرانسه (ادبی) - زبان و ادبیات انگلیسی - شیمی (کاربردی) - علم اطلاعات و دانش‌شناسی - علوم اقتصادی (اقتصاد بازرگانی) - علوم اقتصادی (اقتصاد نظری) - مدیریت جهانگردی - MBA(استراتژی، مالی، عملیات) - مهندسی کشاورزی – اقتصاد کشاورزی - شهرسازی - طراحی شهری |

## نگارخانه

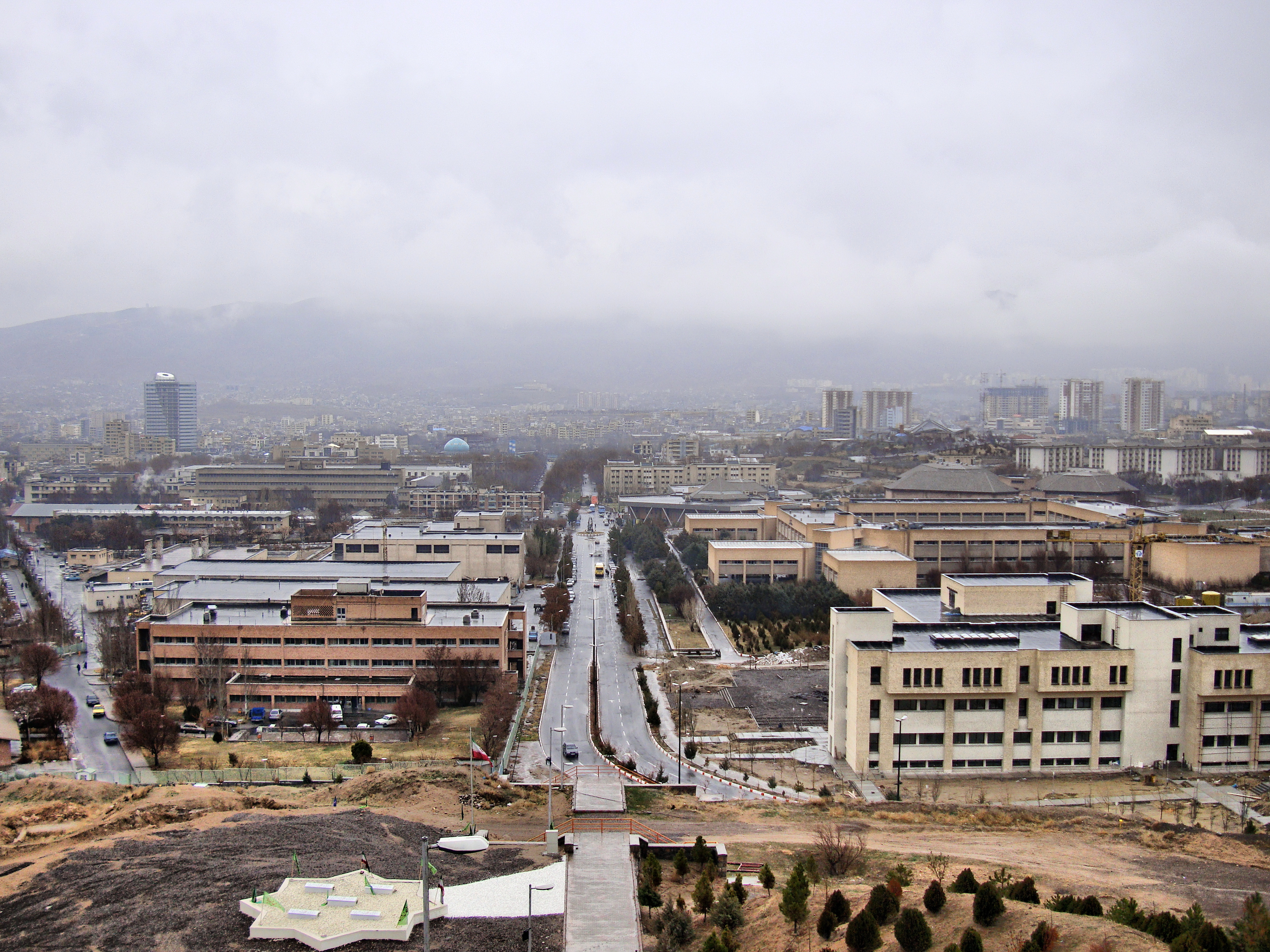
پژوهشکدهٔ فیزیک کاربردی و ستاره‌شناسی
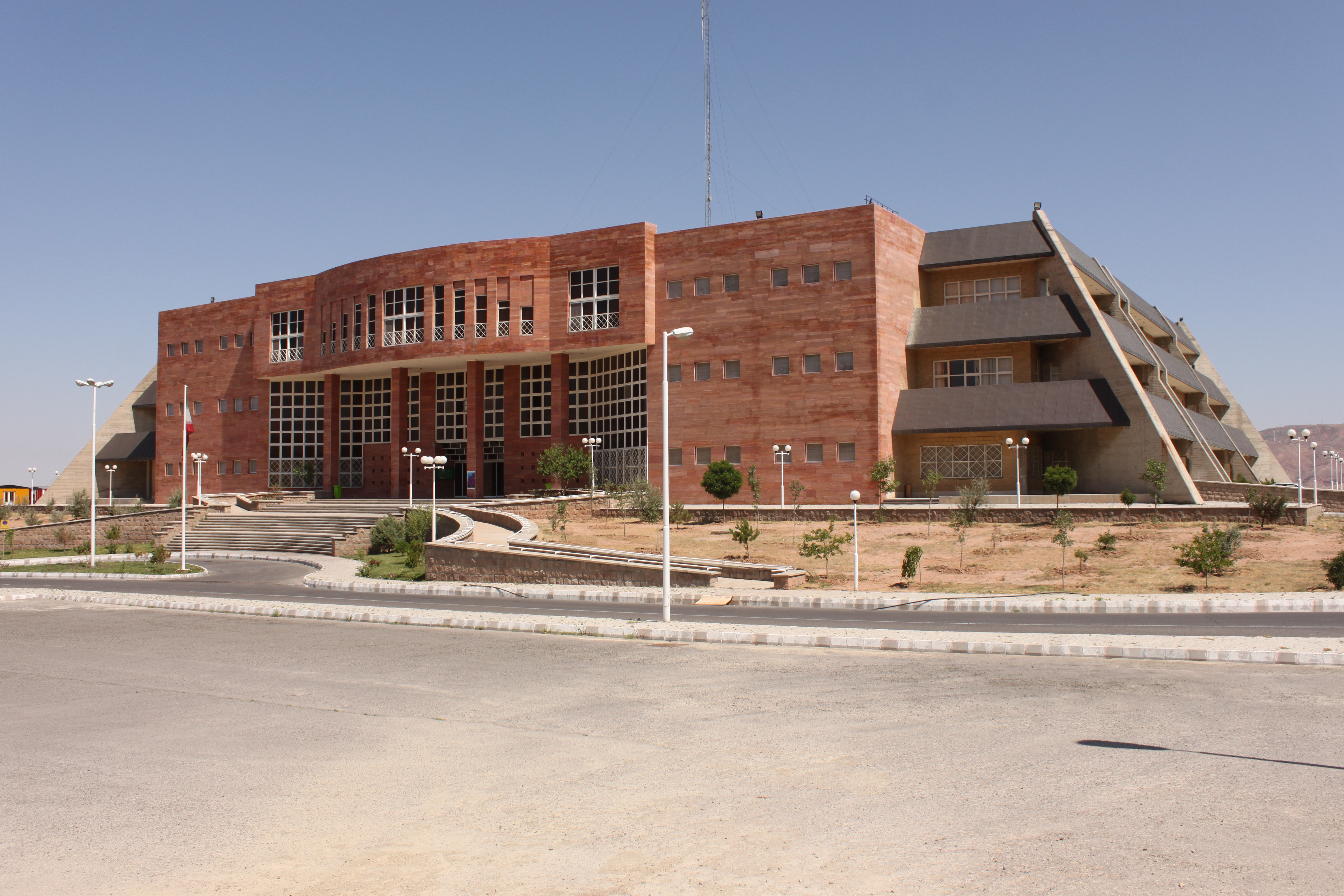
کتابخانه مرکزی دانشگاه تبریز؛ مؤسسه موزه تاریخ و فرهنگ ایران دانشگاه تبریز نیز در همین محل قرار دارد
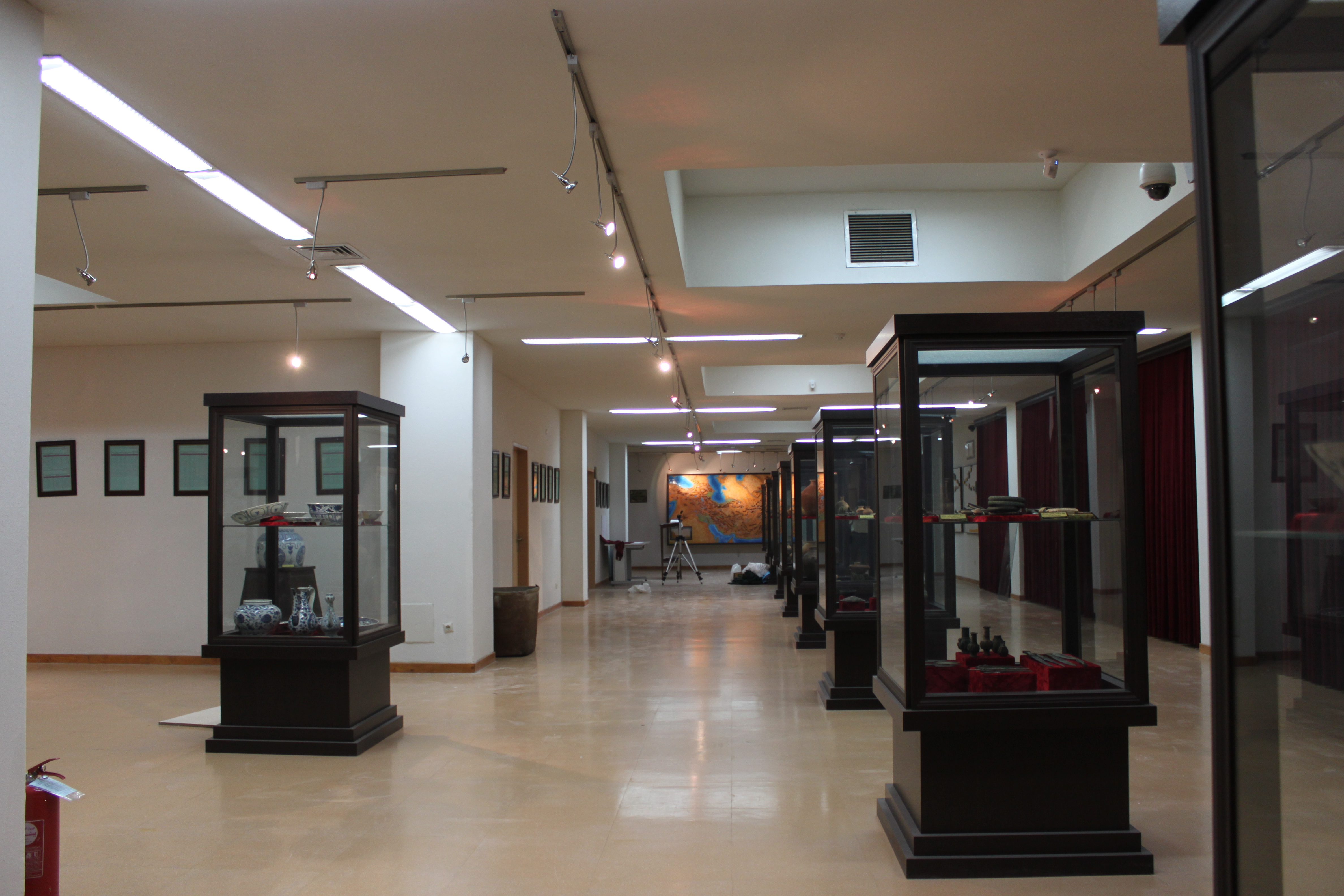
موسسه موزه تاریخ و فرهنگ ایران دانشگاه تبریز. متشکل از پنج بخش باستان‌شناسی، مردم‌شناسی، سکه و مهر، کتابت و منسوجات
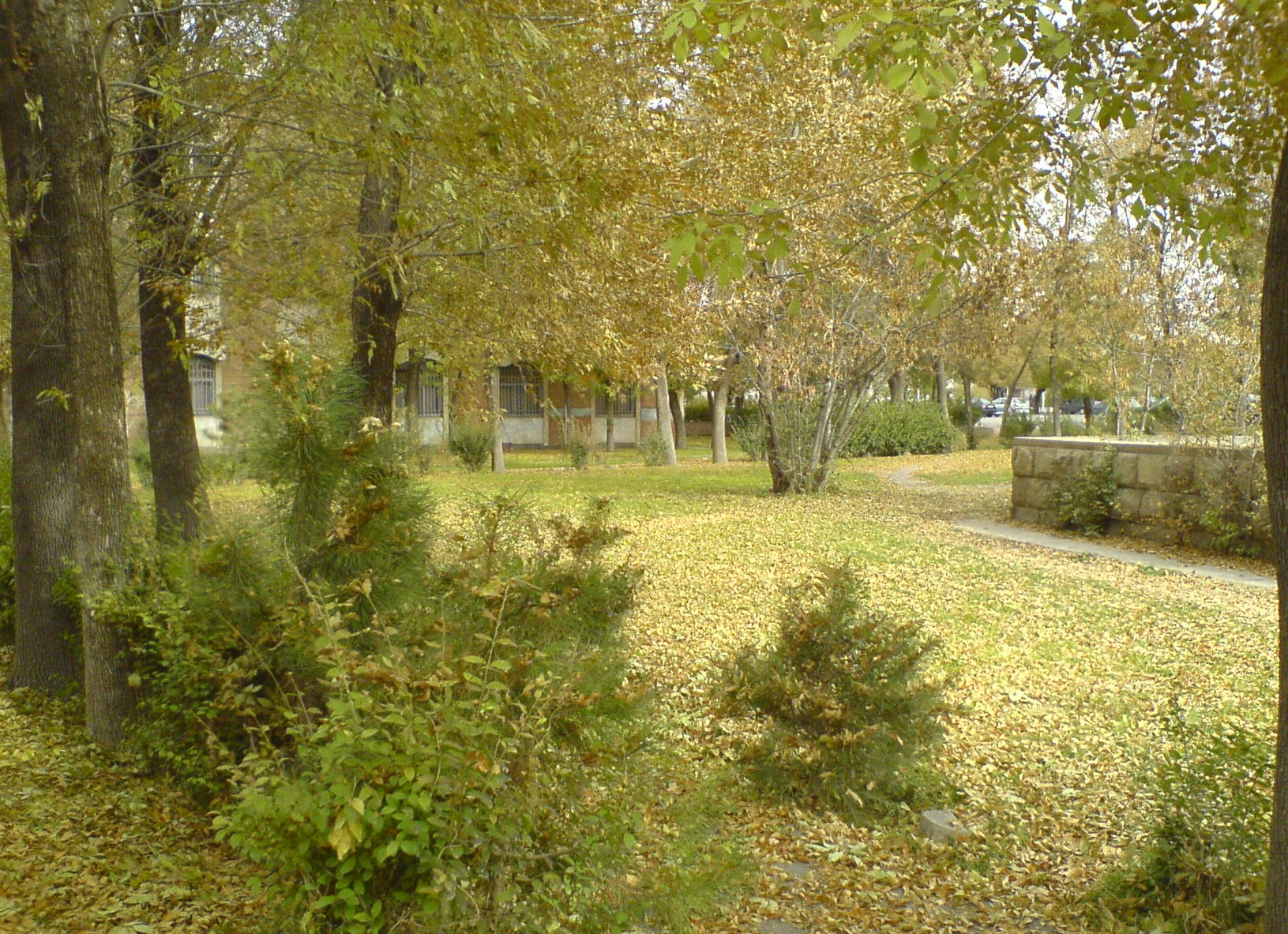
نمایی از محوطه دانشگاه تبریز در فصل تابستان
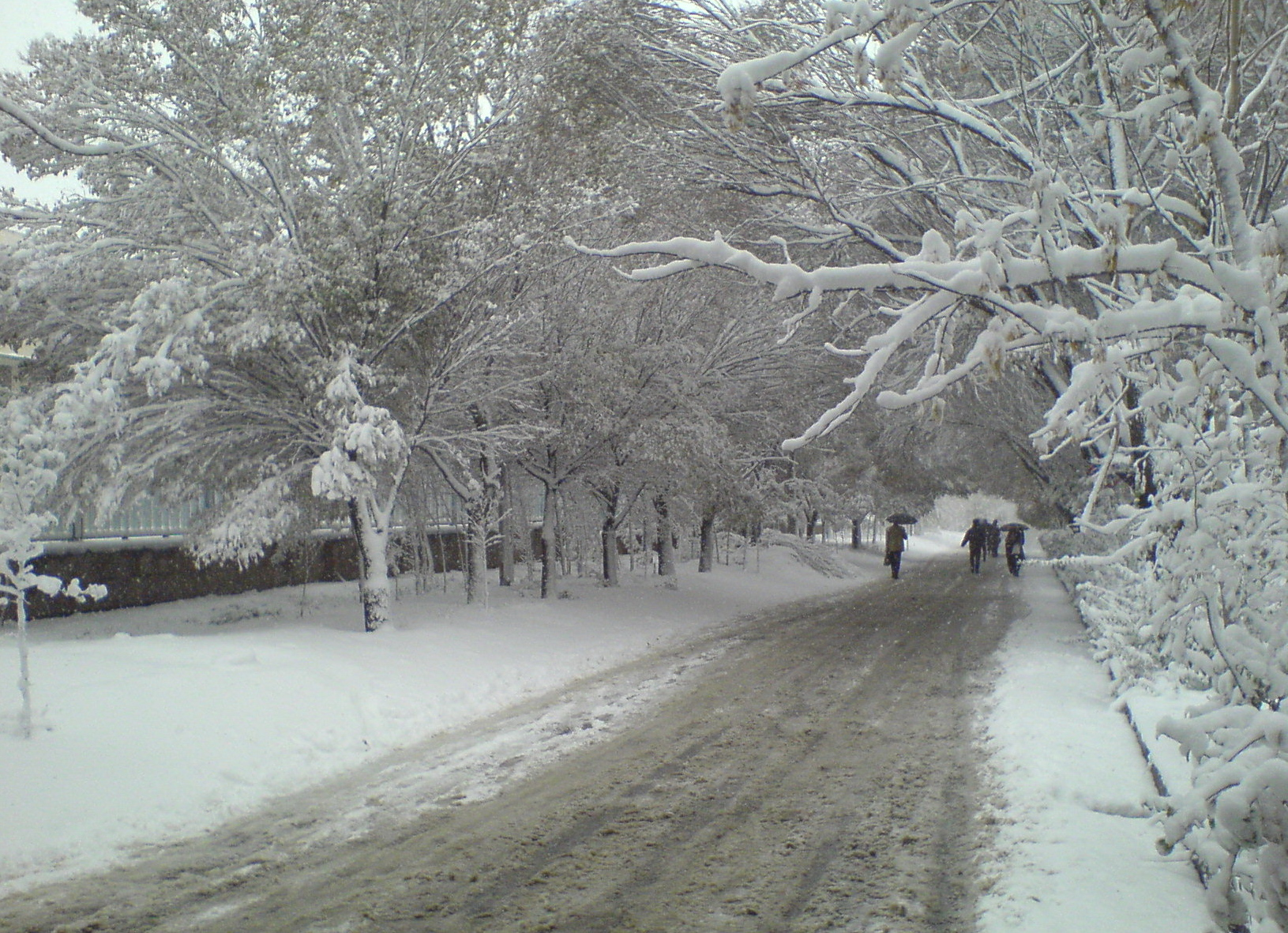
نمایی از محوطه دانشگاه تبریز در فصل زمستان
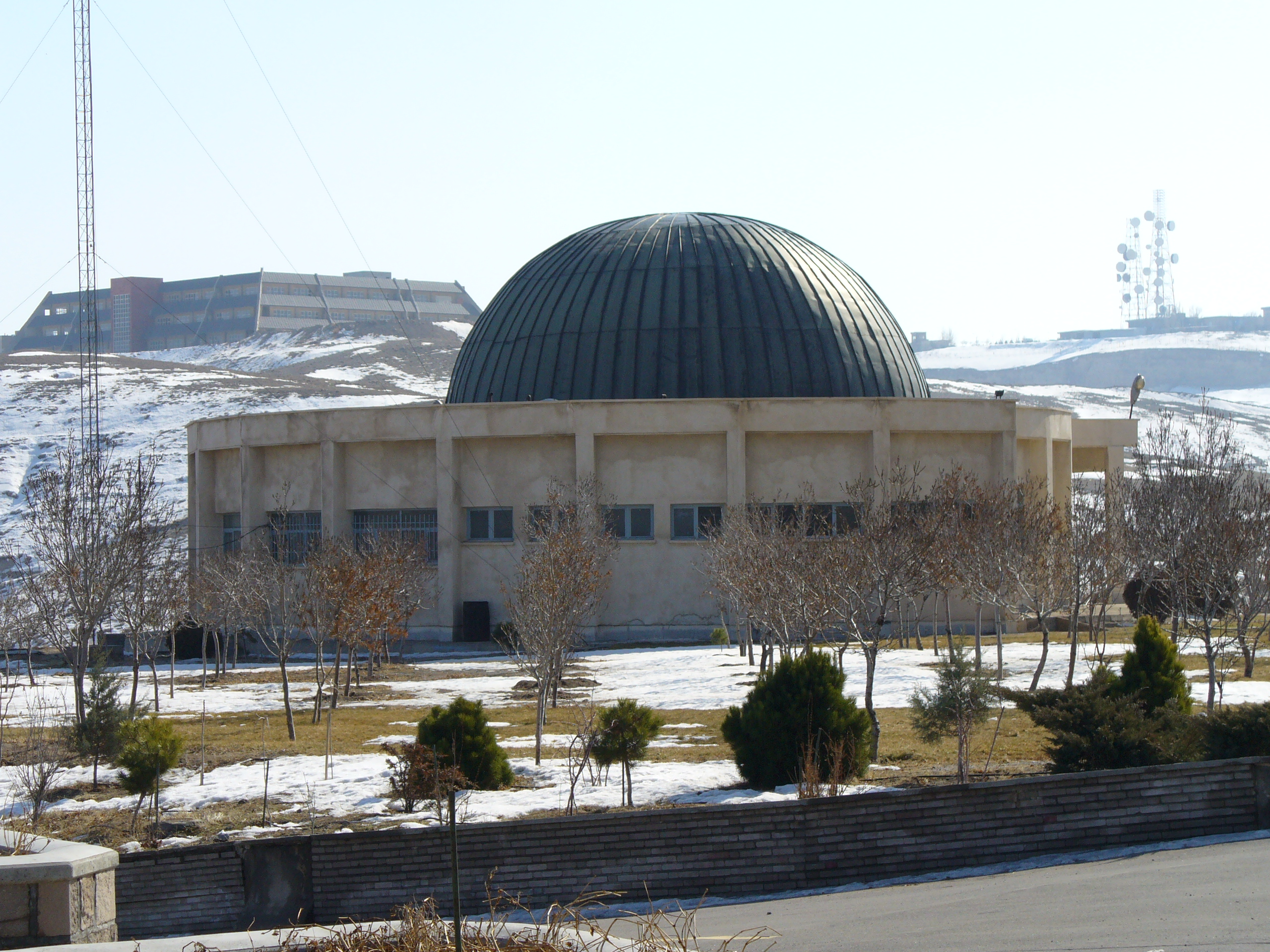
افلاک‌نمای دانشگاه تبریز
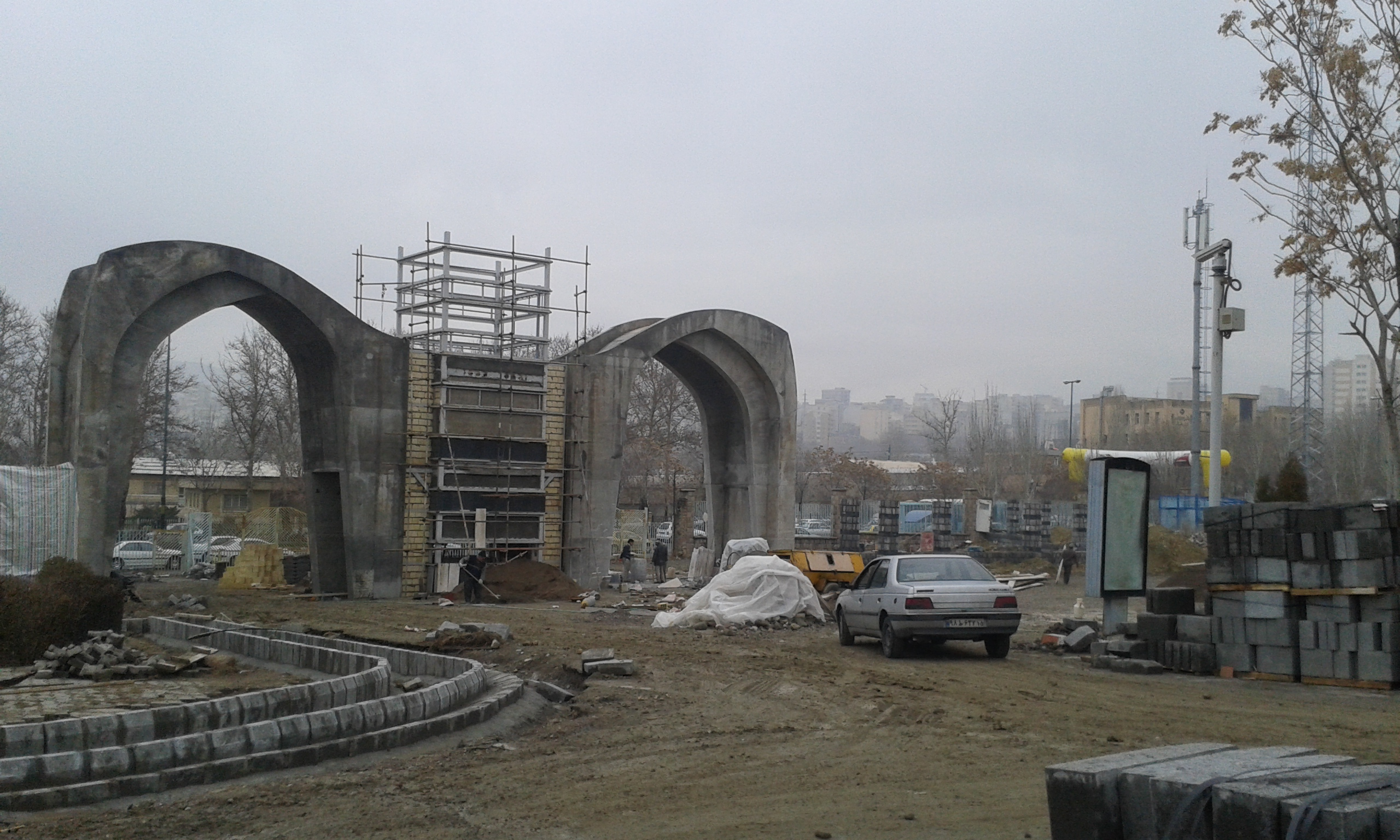
سردر در حال ساخت دانشگاه تبریز